# .ic
.ic es una propuesta de dominio de nivel superior geográfico (ccTLD) para las Islas Canarias, en España